# Pivo u Češkoj
Pivo u Češkoj ima dugu povijest koje seže prema nekim zapisima čak u 9. stoljeće. Češka Republika danas je najveći konzument piva (oko 153,6 litara po stanovniku). U Češkoj se najviše proizvode light i premium lager piva.
Prva manja pivara u Češkoj je osnovana 1118. godine. Nakon stagniranja pivska industrija u Češkoj ponovo oživljava osnivanjem Pilsner Urquella 1842. godine. Najpoznatija češka piva su: Pilsner Urquell, Staropramen, Budvar Budweiser, Gambrinus i Bernard. Najpoznatije pivnice su: U Medvidku, U Sedmi Svabu i U Fleku, gdje je 1911. osnovan HNK Hajduk Split.
Žatec i krajolik žatečkog hmelja slavni su po stoljetnoj živoj tradiciji uzgoja i trgovine najpoznatijom svjetskom sortom hmelja, plemenitog žatečkog (Saaz) hmelja, koja se koristi u proizvodnji piva diljem svijeta. Zato su upisani na UNESCO-ov popis mjesta svjetske baštine u Europi 2023. godine jer oni zajedno ilustriraju evoluciju sustava uzgoja i trgovine hmeljem od kasnog srednjeg vijeka do danas.
Postoji puno festivala piva u Češkoj. Jedan od njih je "Pilsner fest", dvodnevni festival piva koji se održava svake godine uz glazbu lokalnih sastava. "Český Pivní Festival" u Pragu je najveći festival piva u Češkoj, a održava se 17 dana svake godine u svibnju. Na njemu posjetitelji mogu isprobati više od 70 vrsta češkog piva.